# Memories (Barbra Streisand)
Memories è un album di raccolta della cantante e attrice statunitense Barbra Streisand, pubblicato nel 1981 dalla Columbia Records.
In Regno Unito il disco è uscito col titolo Love Songs.

## Tracce
1. Memory
2. You Don't Bring Me Flowers (con Neil Diamond)
3. My Heart Belongs to Me
4. New York State of Mind
5. No More Tears (Enough is Enough) (con Donna Summer)
6. Comin' In and Out of Your Life
7. Evergreen
8. Lost Inside of You
9. The Love Inside
10. The Way We Were